# Тадеуш Слівак
Тадеуш Слівак (пол. Tadeusz Śliwak; 20 листопада 1908; Бучач, Цислейтанія — 26 лютого 1991; Вінніпег) — польський легкоатлет, який виступав у бігу на короткі та середні дистанції й в потрійному стрибку. Учасник літніх Олімпійських ігор 1936 року.

## Біографія
Тадеуш Слівак народився 20 листопада 1908 року в австро-угорському місті Бучачі (зараз у Тернопільській області України).
В 1929 закінчив гімназію в Стрию.
У 1929—1936 роках виступав у змаганнях з легкої атлетики за львівський «Сокіл Мацежі», згодом — за варшавські «Легію» (1937) та «Сірену» (1938—1939). Вісім разів ставав срібним призером чемпіонату Польщі в бігу на 100, 200 та 400 метрів, естафетах 4х100 та 4х400 метрів та потрійному стрибку, один раз виграв бронзу у потрійному стрибку. П'ять разів був рекордсменом Польщі.
У 1931—1938 роках 15 разів виступав за збірну Польщі в міжнародних матчах, двічі здобув індивідуальні перемоги.
У 1936 році увійшов до складу збірної Польщі на літніх Олімпійських іграх у Берліні. В естафеті 4х400 метрів команда Польщі, за яку також виступали Антоній Машевський, Казімєж Кухарський та Клеменс Біняковський, у півфіналі посіла 3-е місце, показавши результат 3 хвилини 17,6 секунди, поступившись 0,6 секунди збірній Угорщини, яка потрапила до фіналу з 2-го місця.
Під час Другої світової війни входив до складу польського Опору під псевдонімом «Сівець». Перебрався до Угорщини, потім до Італії, Франції та Великобританії. До 1944 року був льотчиком-радистом 307-ї нічної винищувальної ескадрильї «Львівські пугачі», що базувалася у Великій Британії.
Був нагороджений Хрестом Хоробрих та Медаллю Авіації (тричі).
Після цього він працював випробувачем радарів під Брістолем. У 1946 році емігрував до Аргентини, працював перекладачем з іспанської, англійської та польської мов. У 1951 році закінчив у Буенос-Айресі лінгвістичний коледж і емігрував до Канади, жив у Торонто, навчався у дворічній школі фахівців з дизельних двигунів, яку закінчив у 1955 році. Однак потім знову працював перекладачем з іспанської.
Вийшов на пенсію в 1973.
Помер 26 лютого 1991 року в канадському місті Вінніпег.

## Особисті рекорди
- Біг на 100 метрів — 10,8 (17 травня 1936, Львів)[1]
- Біг на 200 метрів — 22,0 (14 червня 1936 року, Львів)[1]
- Біг на 400 метрів — 49,6 (19 вересня 1936, Варшава)[1][2]
- Потрійний стрибок — 13,69 (7 липня 1935, Білосток)[1]